# جفافيات

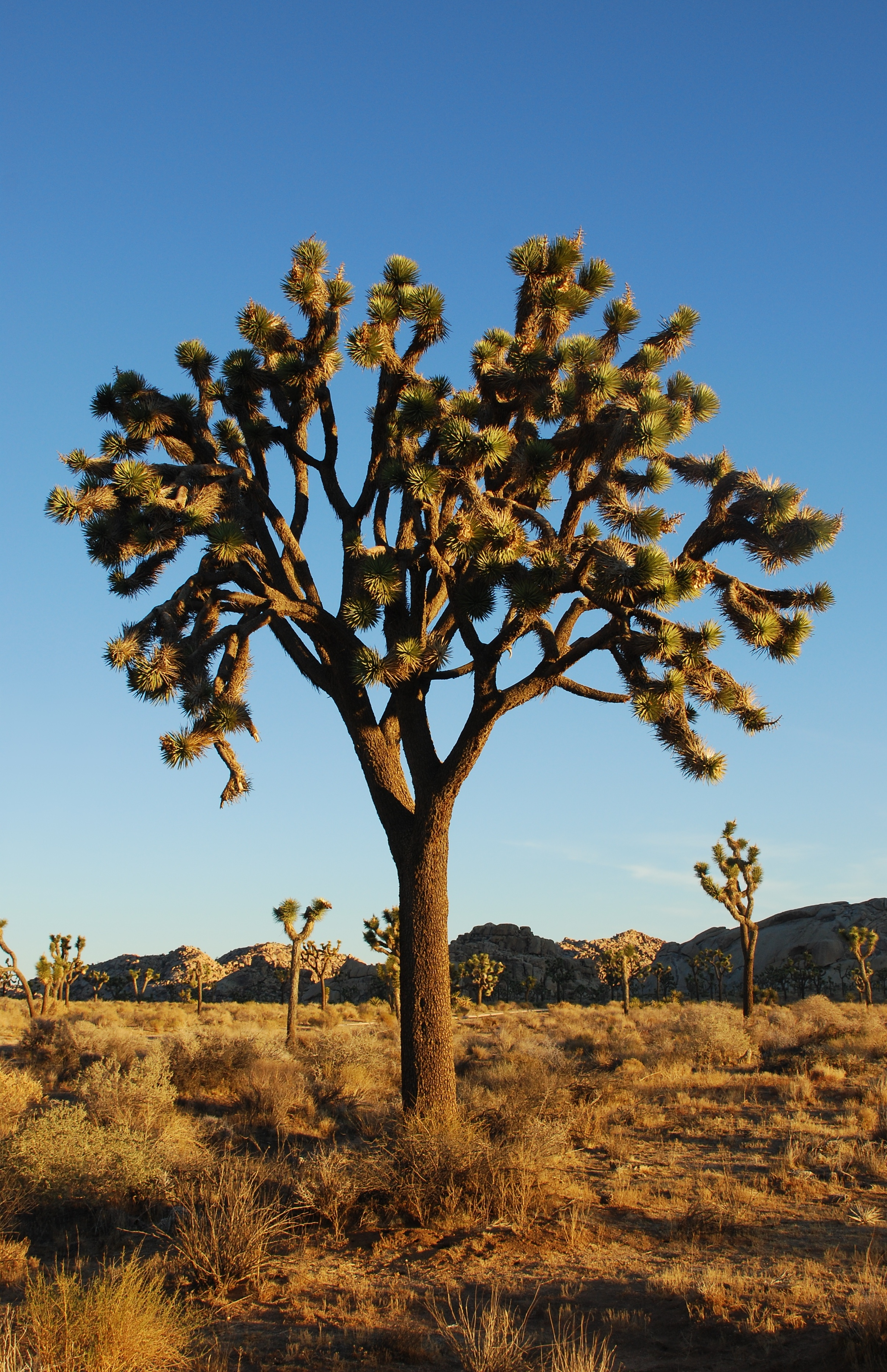
اليوكا قصيرة الأوراق هي مثال على الجفافيات.

جفافيَّات أو الجافوف، أو نبات جفافي هي نباتات تنمو بأقاليم جافة، وتقاوم الجفاف بطرق شتى كالصبار.